# Piersno (Kostomłoty)

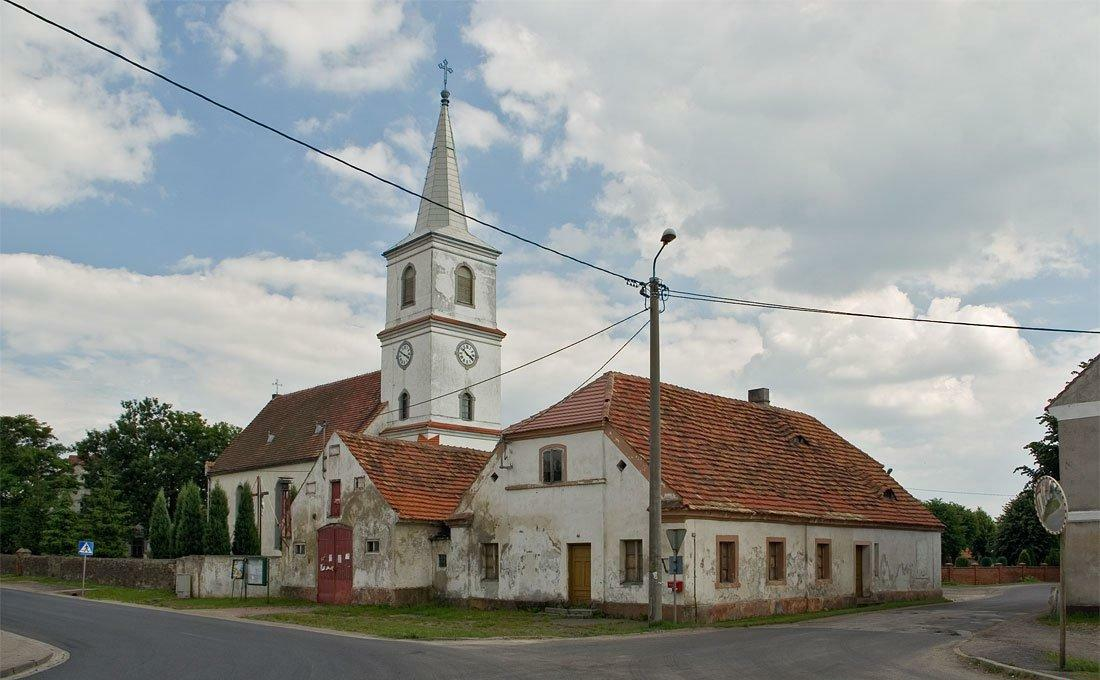
Piersno mit Filialkirche St. Michael

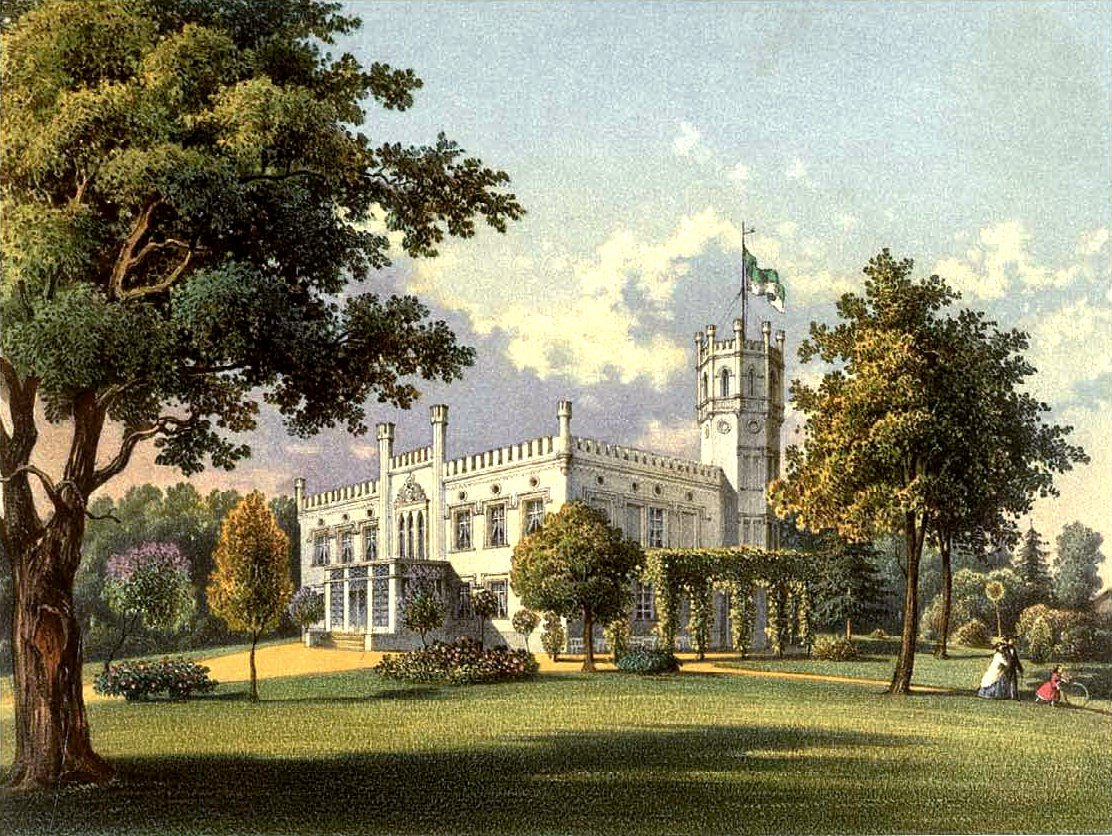
Schloss Pierschen

Piersno (deutsch Pirschen bzw. Pirschen-Stusa, historisch auch Kirchlich Pirscham) ist ein Ort in der Landgemeinde Kostomłoty (Kostenblut) im Powiat Średzki der Woiwodschaft Niederschlesien in Polen.

## Lage
Nachbarorte sind Ujazd Górny (Ober Mois) im Westen, Jarosław (Jerschendorf) im Südwesten, Samborz (Tschammendorf) im Süden, Cesarzowice (Zieserwitz) im Norden, Kulin (Keulendorf) im Nordosten und Jenkowice (Jenkwitz) im Südosten.

## Geschichte
Die örtliche Kirche erscheint erstmals 1335 im Register des apostolischen Nuntius Galhardus als „ecclesia de Pirchino“. Territorial gehört Pirschen zunächst zum Herzogtum Breslau. Damals fiel das Herzogtum Breslau, zu dem Pirschen von Anfang an gehörte, als erledigtes Lehen an die Krone Böhmen. 1353 erwähnt eine Urkunde im Ort drei Hufen Pfarrwiedmuth sowie 1360 das Landbuch den Ort als „Pirschin“. Den Epitaphen zufolge starb 1555 Nicolaus Kreischelwitz auf Stusa und Pirschen, 1594 Conrad von Reichenbach auf Stusa und Pirschen, sowie 1617 Hans von Bock und Polach auf Stusa und Pirschen. Spätere Besitzer waren u. a.: Seit 1699 Florian von Seidlitz, seit 1709 die Familie von Bock, seit 1737 Ernst Balthasar von Briesen, seit 1739 Hildebrand Rudolph von Hund.
Nach dem Ersten Schlesischen Krieg fiel Pirschen mit dem größten Teil Schlesiens 1741/42 an Preußen. Die alten Verwaltungsstrukturen wurden aufgelöst und Pirschen in den Landkreis Neumarkt eingegliedert, mit dem es bis zu seiner Auflösung 1945 verbunden blieb. 1845 zählte das Dorf im Besitz eines Herren von Schweinitz auf Alt-Raudten, 59 Häuser, 368 überwiegend evangelische Einwohner (21 katholisch), evangelische Kirche zu Rackschütz, eine evangelische Schule mit einem Lehrer unter der Kollatur des Dominiums (eingeschult: Hartau und Stusa), katholische Kirche zu Keulendorf, ein Wiedmuth für die erloschen erklärte Kirchenruine, eine Brennerei, 13 Handwerker und Händler. Um 1850 besaß das Gut ein Herr von Elser. Am 17. Oktober 1928 wurde Stusa nach Pirschen eingemeindet. 1936 erfolgte die Umbenennung der Gemeinde Pirschen-Stusa in Pirschen.
Als Folge des Zweiten Weltkriegs fiel Pirschen 1945 mit dem größten Teil Schlesiens an Polen. Nachfolgend wurde es in Piersno umbenannt. Die einheimische deutsche Bevölkerung wurde in der Folgezeit, soweit sie nicht schon vorher geflohen war, vertrieben. Die neu angesiedelten Bewohner waren zum Teil Heimatvertriebene aus Ostpolen, das an die Sowjetunion gefallen war. Von 1975 bis 1998 gehörte Piersno zur Woiwodschaft Breslau.

## Sehenswürdigkeiten
- Die römisch-katholische Filialkirche St. Michael (polnisch Kościół filialny św. Michała Archanioła) stammt aus im Kern aus dem 15. Jahrhundert. Nach der Rekatholisierung ist sie verfallen und 1836 die katholische Pfarrei erloschen. 1848/49 wurde die Kirche der evangelischen Kirchengemeinde überlassen, die sie im Stil des Spätklassizismus wiederaufbauten und erweiterten ließ. Nach dem Übergang an Polen 1945 wurde die Kirche wieder als römisch-katholische Filialkirche genutzt. Die Kirche ist von einem alten Friedhof umgeben, auf dem sich noch vereinzelt deutsche Grabsteine, mit Umfassungsmauer und einem Eingangstor umgeben. An den Außenwänden befinden sich Renaissance-Epitaphe aus dem 16. bis 17. Jahrhundert.
- Die ehemalige evangelische Kirche der Altlutheraner (polnisch Dawny kościół ewangelicki) wurde in der zweiten Hälfte des 19. Jahrhunderts im Westteil des Dorfes erbaut und wird heute als Lagerhaus genutzt.
- Das Schloss Pirschen wurde in der zweiten Hälfte des 19. Jahrhunderts im Stil der Neugotik an Stelle eines Vorgängerbaus aus dem Ende des 18. Jahrhunderts errichtet.[7]